# ماهی سرماری لک‌وپیسی
ماهی سرماری لک‌وپیسی (نام علمی: Channa maculata) نام یک گونه از سرده سرماری‌های اصلی است.